# Vittorio Italico Zupelli
Vittorio Italico Zupelli, aussi connu comme Vittrio Zupelli ou Elio Vittorio Italico Zupelli (né le 6 mars 1859 à Capodistria, aujourd'hui Koper en Slovénie, et mort le 22 janvier 1945 à Rome) est un général et homme politique italien, qui combattit lors de la guerre italo-turque et fut ministre de la Guerre durant la Première Guerre mondiale.

## Biographie
Vittorio Italico Zupelli est le fils de Giuseppe Zupelli et de Maria Canciani. Il fut marié à Emma Grazioli. Sa famille était une branche cadette des Borghese.

### De l'Istrie à Rome

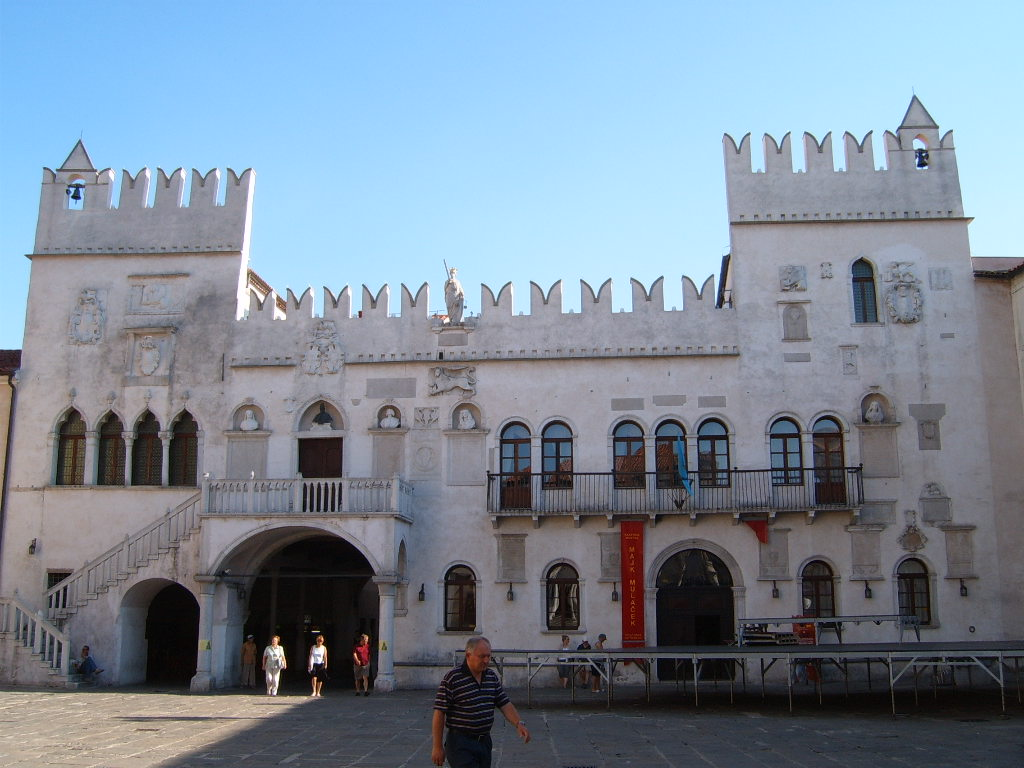
Palais prétorien de Koper, lieu de naissance de Vittorio Italico Zupelli

Il est né à Koper, en Habsbourg, dans une famille de la classe moyenne qui n'a pas de traditions castrales. Son père, Giuseppe, qui avait des sentiments irrédentistes, était professeur à l'ancien Imperial Regio Ginnasio Giustinopolitano, plus tard Ginnasio-Liceo Gian Rinaldo Carli, où Vittorio Italico a fait ses études.
À dix-huit ans, il quitte Koper pour l'Italie afin de compléter sa formation classique à l'université de Padoue. Le jeune homme ne franchit jamais le seuil de la célèbre université: attiré par la vie militaire, il est admis à l'Académie royale de Turin à l'automne 1877, d'où il sort avec le grade de sous-lieutenant (sottotenente) d'artillerie. En 1899, il est nommé lieutenant-colonel (tenente colonnello) et huit ans plus tard colonel (colonnello), détaché au ministère de la Guerre à Rome.

### Dans la guerre italo-turque
Il a connu son heure de gloire lors de la guerre italo-turque de 1911-1912. Envoyé en Libye en octobre 1911, le colonel Zupelli s'illustre à la fin de ce mois dans la conquête de Derna, qu'il rend possible grâce à un coup d'État au cours duquel il occupe les sources d'eau potable situées à proximité immédiate de la ville. Ces sources assuraient l'approvisionnement en eau des troupes italiennes engagées dans le siège. En novembre, il est nommé chef d'état-major du général Pietro Frugoni, commandant du 10e corps d'armée spécial, en remplacement du colonel Marchi. Grand organisateur, Zupelli a su se distinguer non seulement pour la fourniture ponctuelle d'équipements, de provisions et de munitions aux troupes, mais aussi pour la parfaite coordination de la logistique, ce qui était particulièrement difficile étant donné les caractéristiques imperméables du territoire libyen. Rappelé à Rome avant même la fin des hostilités, il est nommé général de division  (maggiore generale)en 1912.

### Sénateur et ministre dans la Grande Guerre
À l'été 1914, la Première Guerre mondiale éclate et, pendant dix mois, l'Italie est partagée entre l'intervention (aux côtés de la France, de la Grande-Bretagne et de la Russie) et la neutralité. Le 11 octobre 1914, le ministre de la Guerre, Domenico Grandi, démissionne et le chef du gouvernement, Antonio Salandra, nomme Zupelli, alors sous-chef d'état-major, à sa place. Le 15 novembre, il est nommé sénateur du royaume. 

Convaincu de l'inéluctabilité de l'entrée en guerre de l'Italie à court terme, le nouveau ministre de la Guerre fait tourner les préparatifs de guerre du pays au cours de l'hiver 1914-15, soutenu par le ministre du Trésor, l'ex-Garibaldien Paolo Carcano, et par Antonio Salandra lui-même.
Avec la déclaration de guerre de l'Italie contre l'Empire austro-hongrois en mai 1915, le pays est appelé à un effort de guerre de grande envergure coordonné par le ministre Zupelli qui, en juillet de la même année, réussit à imposer à Antonio Salandra un homme de confiance, le général Alfredo Dallolio, comme sous-secrétaire du ministère de la Guerre chargé des armements. Assisté de l'inestimable Dallolio, Zupelli réussit à exploiter au maximum le potentiel de l'industrie de guerre italienne, en essayant de surmonter, dans la mesure du possible, les graves déficiences structurelles du secteur qui se sont manifestées dès les premières semaines du conflit. La politique de Zupelli est couronnée de succès et sa démission (16 mars 1916, rendue publique seulement le 4 avril suivant), demandée avec insistance par le général Luigi Cadorna et finalement obtenue, sera un coup dur pour l'Italie dans la guerre. Zupelli, soutenu par Salandra, s'était en effet fermement opposé tant au projet de Cadorna de conquérir Trieste avec 300 000 hommes en désarmant le front de l'Isonzo qu'à la demande du chef d'état-major de rappeler prématurément la classe 1896 pour la formation de huit nouvelles divisions à déployer au printemps 1916. L'aversion de Luigi Cadorna à son égard, ainsi que les hésitations d'Antonio Salandra incitent Zupelli, après trois semaines de pression de la part de la presse, qui s'était précipitée pour soutenir le général Cadorna après les déceptions albanaises, à renoncer au ministère en mars 1916, remplacé par le général Paolo Morrone. Le général, désormais libre de tout engagement politique, demande et obtient de rejoindre le front sous le commandement d'une division (dont la brigade de Salerne, honorée dans la zone du haut Isonzo).
La démission de Luigi Cadorna au début du mois de novembre 1917, au lendemain de la défaite de Caporetto, permet au maréchal (maresciallo) Armando Diaz de le remplacer au poste de commandant suprême de l'armée. Le 20 mars 1918, le chef du gouvernement, Vittorio Emanuele Orlando, estime qu'il est temps de remplacer le ministre Vittorio Luigi Alfieri au département de la guerre. Zupelli y est rappelé une seconde fois, entre-temps nommé lieutenant général (général d'un corps d'armée). Son second mandat s'achève dans la seconde moitié de janvier 1919, à la fin de la guerre. En l'espace de deux mois seulement, entre le début du mois de novembre 1919 et le 31 décembre de la même année, Zupelli parvient à démobiliser 1 400 000 hommes.

### Vice-président du Sénat
En juin 1915, lorsque le socialiste Benito Mussolini devient interventionniste, Zupelli, en tant que ministre de la Guerre, envoie la circulaire suivante aux commandements des différents corps et divisions de l'armée : "Il est de la connaissance de ce ministère que..... Il est connu de ce ministère que... [par] les mouvements révolutionnaires interventionnistes, il y a eu une vive campagne de propagande parmi les fascistes appelés et enrôlés volontairement dans l'armée... À la tête de ce mouvement se trouverait le Prof. Mussolini... il est indispensable que des mesures secrètes et énergiques soient prises pour empêcher absolument cette propagande insensée de pénétrer dans les rangs de l'armée". La demande de Mussolini d'être enrôlé comme officier volontaire (il en avait le droit) est également rejetée.
En février 1919, Vittorio Italico Zupelli n'est plus qu'un sénateur du Royaume.
En 1922, il accueille froidement la nomination de Benito Mussolini comme Premier ministre par Vittorio Emanuele III, à la suite de la Marche sur Rome. De tendance monarchiste et conservatrice, le général Zupelli avait, et avait toujours eu, peu de sympathie pour Mussolini et un profond sentiment de méfiance, à tel point qu'il avait même été décrit comme un "anti-fasciste farouche".
À l'automne 1924, il est nommé vice-président du Sénat. Il préside la dernière partie de la commission d'enquête du Sénat auprès de la Haute Cour de justice, qui aboutit le 12 juin 1925 à l'acquittement d'Emilio De Bono pour complicité dans le procès Matteotti.
Le poste de vice-président du Sénat est occupé par le général Zupelli jusqu'à l'été 1934. Il continue cependant à assister de temps en temps aux séances parlementaires pendant quelques années, jusqu'au début de la Seconde Guerre mondiale.

### Les dernières années
Au printemps 1939, quelques mois avant le début de la Seconde Guerre mondiale, l'octogénaire Vittorio Italico Zupelli, accompagné d'un jeune neveu, se rend pour la dernière fois à Koper, sa ville natale, après treize ans d'absence. Sa précédente visite avait eu lieu en 1926, à titre strictement privé, et avant cela en 1922 en tant que représentant du Parlement du royaume d'Italie.
Quelques semaines avant la chute du fascisme (25 juillet 1943), il rend visite à Victor Emmanuel III avec l'amiral Paolo Emilio Thaon di Revel pour tenter de trouver une issue à la crise militaire et politique dans laquelle se débat l'Italie en évinçant Mussolini. Mais tout cela sera vain : aucune de ces deux prestigieuses personnalités "n'était prête à prendre le risque de faire le premier pas sans un ordre explicite ou du moins sans qu'il leur soit suffisamment clair qu'elles seraient soutenues".
Le général et sénateur Vittorio Italico Zupelli décède en janvier 1945 à Rome, récemment libérée de l'occupation nazie.

### Carrière militaires
- Sous-lieutenant (sottotenente): 31 juillet 1881
- Lieutenant (tenente): 10 juin 1883
- Capitaine (capitano): 11 octobre 1888
- Major (maggiore): 26 août 1897
- Lieutenant Colonel (tenente colonnello): 19 décembre 1901
- Colonel (colonnello): 3 février 1907
- Général de division (maggiore generale): 22 décembre 1912
- Lieutenant-général (tenente generale): 1916

### Commissions sénatoriales
- Vice-président (31 mai 1924-21 janvier 1929) (30 avril 1929-19 janvier 1934)
- Membre de la Commission des finances (25 mars 1920-7 avril 1921) (15 juin 1921-10 décembre 1923) (17 avril 1939-5 août 1943)
- Membre de la Commission parlementaire d'enquête sur l'organisation et le fonctionnement des bureaux du gouvernement central et des services qui en dépendent, ainsi que sur la condition de leur personnel (17 mars-10 septembre 1921).
- Membre de la Commission pour l'examen de la proposition de modification du règlement judiciaire du Sénat (15 mars 1922)
- Membre de la commission d'examen du projet de loi "Garanties et modalités des avances sur les indemnités de dommages de guerre" (13 juillet 1922), Président de la commission d'instruction de la Haute Cour de Justice (24 janvier 1925-21 janvier 1929).
- Membre de la Commission d'examen du projet de loi "Règlement pour l'exercice des fonctions judiciaires du Sénat dans les cas indiqués à l'article 37 du Statut du Royaume" (31 mai 1928)
- Commissaire de la Cassa dei Depositi e Prestiti (7 avril 1927-10 janvier 1934)

## Décorations

### Décorations italiennes
- Chevalier de grand-croix décoré du grand cordon de l'ordre des Saints-Maurice-et-Lazare
- Chevalier de grand-croix décoré du grand cordon de l'ordre de la Couronne d'Italie
- Chevalier de l'ordre militaire de Savoie
- Croix d'or pour ancienneté de service (40 ans)
- Médaille commémorative de la guerre italo-turque 1911-1912
- Médaille commémorative de la guerre italo-autrichienne 1915-1918 (campagne de 4 ans)
- Médaille commémorative de l'unification de l'Italie
- Médaille commémorative italienne de la victoire

### Décorations étrangères
- Officier de l'ordre national de la Légion d'honneur[Quand ?] (France)
- Croix de guerre 1914-1918 (France)

## Sources
- (it) Cet article est partiellement ou en totalité issu de l’article de Wikipédia en italien intitulé « Vittorio Italico Zupelli » (voir la liste des auteurs).